# 资阳河派
資陽河派是川劇「四大流派」之一。其發展的區域位於四川南部的沱江沿線，主要位於自貢與內江等地區，並以資中、資陽為中心，故因此命名。特色則是以高腔為主。
清代人樂春於光緒四年（1878年）建立戲班「名威科班」，傳聞是資陽河派的基礎。比較重要的戲目有《金印》、《琵琶》、《紅梅》、《玉簪記》與《焚香記》等。

## 外部連結
- 中國川劇網 （页面存档备份，存于）